# Castello di Owston Ferry
Il castello di Owston Ferry, noto anche come castello di Kinnard's Ferry o castello di Kinaird, si trovava nel villaggio di Owston Ferry, a circa 12 chilometri (7 mi) a nord di Gainsborough, nel Lincolnshire.
Si ritiene che il castello originale sia stato eretto subito dopo la conquista normanna, ma che sia stato smantellato nel 1095. Fu ricostruito nel 1173 da Roger di Mowbray per sostenere il principe Enrico nel conflitto con suo padre Enrico II che successivamente fece distruggere il castello.
Del luogo in cui si ergeva la motta castrale rimane un ampio tumulo erboso. L'area circostante è ora una riserva naturale locale.